# Karlslunds IF
Karlslunds IF ist ein schwedischer Sportverein aus Örebro. Die Fußballmannschaft gehört zu den Aushängeschildern des am 27. April 1920 gegründeten Klubs. Daneben hat der Verein Abteilungen für American Football, Bandy, Baseball, Turnen, Schwimmen und Skifahren. Die Frauenfußballmannschaft tritt als KIF Örebro an.

## Fußball
Karlslunds IF wurde 1920 als Fußballverein gegründet. Die Mannschaft spielte in den folgenden Jahren zumeist unterklassig. Nachdem sie sich Ende der 1970er Jahre in der Drittklassigkeit etabliert hatte, gelang 1980 der Aufstieg in die zweite Liga. In der Nordstaffel der Liga verpasste der Klub als Tabellenzwölfter jedoch den Klassenerhalt. In der folgenden Spielzeit gelang als Staffelsieger der Division 3 Västra Svealand die Teilnahme an der Aufstiegsrunde, durch zwei 2:0-Erfolge über IFK Mora und anschließend zwei 1:0-Siege über IF Heimer der sofortige Wiederaufstieg. Zunächst platzierte sich die Mannschaft im Mittelfeld, ehe in der Spielzeit 1985 mit zwei Punkten Rückstand auf den von Ope IF belegten Nichtabstiegsplatz abermals der Klassenerhalt verpasst wurde.
Als Tabellendritter überstand Karlslunds IF in der ersten Drittligasaison nach dem Abstieg eine Ligareform in Schweden mit dem Ziel einer Leistungskonzentration. In den folgenden Jahren etablierte sich die Mannschaft in der Liga und spielte nahezu ein Jahrzehnt in der Drittklassigkeit, ehe 1996 der Klassenerhalt verpasst wurde. Zwar gehörte die Mannschaft in den folgenden Jahren kontinuierlich zur Spitzengruppe der vierten Liga, es dauerte jedoch bis 2001, ehe der Wiederaufstieg gelang. 2005 wurde die Mannschaft als Tabellenletzter der Division 2 Västra Svealand Opfer einer Ligareform und stieg aus der Drittklassigkeit in die fünfte Liga ab. Nach einem fünften Platz im ersten Jahr gelang als Staffelsieger der Folgesaison der Aufstieg in die vierte Liga. In der Division 2 Östra Sveland überraschte der Aufsteiger und schaffte den direkten Durchmarsch in die  Division 1 Norra. Dort verpasste die Mannschaft den Klassenerhalt und rutschte anschließend direkt in die Fünftklassigkeit ab.